# Черазо (Салерно)
Черазо (итал. Ceraso) је насеље у Италији у округу Салерно, региону Кампанија.
Према процени из 2011. у насељу је живело 612 становника. Насеље се налази на надморској висини од 330 м.

## Становништво
Према резултатима пописа становништва 2011. у општини је живело 2.508 становника.
| 1936. | 1951. | 1961. | 1971. | 1981. | 1991. | 2001. | 2011. |
| ----- | ----- | ----- | ----- | ----- | ----- | ----- | ----- |
| 3.003 | 3.431 | 3.291 | 3.001 | 3.103 | 3.055 | 2.510 | 2.508 |